# Associação Brasileira de Críticos de Arte
A Associação Brasileira de Críticos de Arte conhecida como ABCA, foi fundada no Rio de Janeiro, em 1949 e representa a AICA - Associação Internacional no Brasil. Tem a história de seu surgimento ligada à Associação Internacional de Críticos de Arte (AICA).
A AICA, como entidade internacional, incentivou a criação de mais de setenta associações nacionais, ao longo de seus 70 anos de existência, promovendo a aproximação de diferentes culturas e perspectivas estéticas. A ABCA, a mais antiga associação brasileira de profissionais da área das artes visuais, foi criada em 1949, tendo participado do ato de fundação os críticos Sérgio Milliet, seu primeiro presidente, Mário Barata, Antonio Bento e Mário Pedrosa, entre outros importantes intelectuais atuantes na crítica de arte.
Entre as ações que vem desenvolvendo para alcançar seus objetivos, estão os Seminários regionais, nacionais e internacionais, a edição do Jornal da ABCA, o Arquivo e Laboratório de Crítica de Arte. No Arquivo e Laboratório trabalha-se a documentação da produção dos críticos de arte, desenvolve-se o estudo da história da entidade, debate-se a história e a prática da crítica de arte, a arte contemporânea. A ABCA vem colaborando com os poderes públicos e a iniciativa privada, através da participação em ações e realizações culturais de utilidade social e cultural que visam despertar e intensificar o interesse do público pela arte.

## Acontecimentos relevantes
Durante o segundo encontro da AICA, em 1949, quando foram aprovados os seus estatutos, foi anunciada a criação de treze seções nacionais, entre elas a brasileira. Está, portanto, a ABCA entre as primeiras associações nacionais de críticos de arte que surgiram após o término da segunda guerra. A. A ABCA é também a mais antiga associação brasileira de profissionais da área das artes visuais.
Em Paris, críticos brasileiros participaram do encontro de 1948, que propôs a criação da Associação Internacional de Críticos de Arte, com um escritório permanente em Paris. Entre os convidados para este primeiro encontro estavam Sérgio Milliet, primeiro presidente da ABCA, e Mário Barata. Compareceram historiadores da arte como Lionello Venturi (Itália), Paul Fierens e Robert Delevoy (Bélgica), Pierre Couthion (Suíça), diretores de museus como Jean Cassou (França) e James Johnson Sweeney (EUA), teóricos como Herbert Read (Inglaterra), críticos como Denys Sutton (Inglaterra) e Waldemar George (França), e artistas teóricos como André Lothe.
Em junho de 1949, novamente os brasileiros estiveram presentes: Sérgio Milliet, Mário Pedrosa e Antonio Bento. Nesta ocasião, foi eleito o primeiro quadro administrativo da AICA, sendo Paul Fierens o presidente. Foram escolhidos seis vice-presidentes: Lionello Venturi (Itália), James Johnson Sweeney (Estados Unidos), Raymond Cogniat (França), Eric Newton (Grã-Bretanha), J.J. Crespo de la Serna (México), Gerard Knuttel (Países Baixos), Simone Gille-Delafon (França) era a secretária geral e Walter Kern (Suíça), o tesoureiro. Três secretários regionais foram nomeados: Sérgio Milliet (Brasil), para a América Latina; Antonin Matejcek (Tchecoslováquia), para a Europa Central e Eurípide Foundoukidis (Grécia), para o Oriente Próximo.
Nos Encontros de 1948 e de 1949, foram debatidas questões da crítica de arte quer na perspectiva teórica quer na sua prática. Em 1948, discutiu-se o espaço da crítica de arte e, em 1949, a discussão foi sobre “Questões Estéticas e Questões Profissionais: direitos da crítica, responsabilidade dos críticos para com o público, os artistas, os poderes oficiais”. No campo da reflexão estética, houve um eixo principal nos debates sobre a especificidade da crítica e suas diferenças em relação à história da arte, com a necessidade para a crítica de inventar novos métodos e nos critérios a fim de trabalhar de modo adequado a arte da atualidade.
As questões do papel da crítica e sua relação com as teorias e as humanidades sempre estiveram presentes, tanto nos Congressos que se sucederam na trajetória da AICA, como nos Encontros da ABCA. A associação brasileira vem realizando, ao longo de seu percurso, importantes debates. Em 1959, a ABCA promoveu um Congresso Internacional da AICA que se realizou em dias sucessivos, em três cidades: em Brasília, no Rio de Janeiro e em São Paulo. Brasília iria ser inaugurada em 1960 e, diante da inédita experiência arquitetônica e urbanística que representava, decidiu-se organizar o Congresso Anual da AICA em torno de um debate sobre nova capital federal do Brasil.  Tal Congresso reuniu críticos de arte, arquitetos e urbanistas do país e do estrangeiro e discutiu o significado estético e cultural dessa cidade construída e inaugurada durante o governo de Juscelino Kubitschek. O tema central era Brasília, “a cidade nova, síntese das artes”, e a organização do encontro coube, especialmente, a Mário Pedrosa.
Entre os muitos importantes Congressos de Crítica de Arte realizados desde 1951, vale destacar o de 1987, em São Paulo, sob a coordenação de Ernestina Karman e à época da Bienal daquele ano, que discutiu arte contemporânea e crítica de arte, assim como o encontro dos 50 Anos da abca, em 1999, em Porto Alegre, na ocasião da II Bienal do Mercosul, evento coordenado por José Roberto Teixeira Leite, que pôs foco nas questões artísticas e críticas em relação à América Latina.
O Encontro Internacional da ABCA, realizado em São Paulo, em outubro de 2002 e construído intelectualmente por Annateresa Fabris, discutiu “Os Lugares da Crítica de Arte”. Nesse momento, a questão central foi a revisão de parâmetros e significados da crítica, discutindo-se até que ponto ela se tornou uma atividade alheia a todo juízo de valor; se ela deve ser vista como uma atividade altamente subjetiva e hedonista, tão criativa como o próprio gesto artístico; enfim as diferentes vertentes teóricas que postulam ser um modelo operacional, ou defendem a possibilidade de uma crítica reflexiva e interdisciplinar, que não oculta a ideia de arte que fundamenta o próprio discurso e o lugar que atribui ao objeto artístico dentro de um conjunto significante; que não rivaliza com o artista, por ter consciência de que é fundamentalmente um ato de escolha, um paradigma móvel e, por isso mesmo, parcial.
Marca-se no perfil da ABCA uma vocação no campo da produção de conhecimento, tal como pressupõe a dimensão ética do trabalho crítico. Como meta, a ABCA vem acentuando sua missão de buscar promover a aproximação e o intercâmbio entre os profissionais que atuam na área da crítica de arte e incentivar a pesquisa e a reflexão no domínio das disciplinas significativas para a arte, contribuindo, desta forma, para a produção artística e da teoria da arte, não só a esfera das artes visuais, mas também no campo mais amplo da educação e a cultura. A associação se interessa, portanto, em colaborar com todas as entidades que objetivam fins essencialmente culturais. Outro objetivo é assegurar a prática da crítica com fundamentos metodológicos e éticos, defendendo os direitos profissionais dos críticos de arte.  Nos seus estatutos, a ABCA apresenta-se como “uma sociedade civil, cultural, autônoma e não lucrativa” e tem como finalidade “reunir os críticos de artes visuais, aí amplamente incluídos os profissionais da crítica de arte, pesquisadores, historiadores, teóricos, ensaístas, jornalistas, jornalistas culturais e professores de história da arte e de estética, brasileiros ou domiciliados no Brasil”.
Entre as ações que vem desenvolvendo para alcançar seus objetivos, estão sempre presentes, além dos Seminários regionais, nacionais e internacionais, e a promoção de publicações como, no passado, a Revista de Crítica de Arte, os Cadernos de Crítica e, atualmente, a edição do Jornal da ABCA, que sucedeu ao Jornal da Crítica. Criou-se, em 2000, o Arquivo e Laboratório de Crítica de Arte, em convênio com a Escola de Comunicações e Artes da Universidade de São Paulo. No Arquivo e Laboratório trabalha-se a documentação da produção dos críticos de arte, desenvolve-se o estudo da história da entidade, além de promover-se o debate sobre a história e a prática da crítica de arte e a arte contemporânea.
A abca vem colaborando com os poderes públicos e a iniciativa privada, através da participação em ações e realizações culturais de utilidade social e cultural que visam despertar e intensificar o interesse do público pela arte.

## Prêmios
Reconhecendo a contribuição, para a cultura nacional, de críticos, artistas, pesquisadores, instituições e personalidades atuantes na área das artes visuais, a ABCA instituiu, em 1978, com o patrocínio da FUNARTE, um Prêmio Anual, em formato de um troféu. Desde então, este prêmio vem sendo distribuído a personalidades  do meio artístico.
O troféu teve diferentes versões desde sua criação, sendo idealizado por artistas renomados. Todas as categorias de premiação possuem o nome de um crítico de reconhecida contribuição para a cultura e as artes plásticas brasileiras.
Atualmente, além do troféu, a ABCA outorga  menções honrosas e destaca, em homenagens especiais,  personalidades do cenário das artes plásticas.
O Prêmio passou por alterações e acréscimos, ao longo dos seus 23 anos de existência. Idealizado, inicialmente, para colocar em destaque o artista plástico, pouco depois foram definidas  duas  outras categorias;  hoje, temos dez, quatro delas criadas no ano de 2000 (*) e duas no ano de 2003 (**) – todas  contemplando as artes visuais:
Prêmio Gonzaga Duque – destinado a crítico associado, pela sua atuação ou publicação de livro.
Prêmio Mário Pedrosa – destinado a artista contemporâneo.
Prêmio Sérgio Milliet – destinado a um pesquisador ( associado ou não), por trabalho de pesquisa publicado.
Prêmio Ciccillo Matarazzo – destinado a personalidade atuante no meio artístico.
Prêmio Mário de Andrade – destinado a crítico de arte, pela trajetória.
Prêmio Clarival do Prado Valladares – destinado a artista, pela trajetória.
Prêmio Maria Eugênia Franco – destinado a curadoria de exposições.
Prêmio Rodrigo Mello Franco de Andrade – destinado à instituição por sua programação.
Prêmio Antônio Bento
Prêmio Paulo Mendes de Almeida

Critérios e Formas da Premiação
Os critérios e formas de premiação encontram-se definidos no Item de No. 11 do Regimento da ABCA. Eles podem ser resumidos da seguinte forma: os prêmios são atribuídos por votação de todos os associados – em nível nacional – a partir das indicações que todo sócio pode enviar para discussão e aprovação da Assembléia Geral da entidade. A votação faz-se por cédula com as indicações aprovadas. A apuração dos resultados é realizada por uma comissão de associados, com a participação da diretoria, sendo apresentada à Assembléia para verificação e aprovação final. Os prêmios são entregues em cerimônia aos outorgados.

Os Troféus
Na presente gestão, o troféu é uma escultura de Nicolas Vlavianos, escultor grego radicado no Brasil há mais de 20 anos, com vasta e reconhecida produção como artista contemporâneo.
Entre 1995 e 1999, o troféu foi uma escultura de Bruno Giorgi, cedida pela viúva do artista, Sra. Leontina Giorgi. Anteriormente, os troféus foram criados por Haroldo Barroso e Maurício Salgueiro.
Menções honrosas e homenagens especiais constituem-se de diplomas que são anualmente conferidos a personalidades ou instituições que tenham se destacado na área.

Premiados (2002 – 1978)
Premio Gonzaga Duque

Instituído em 1978.

2002

Jorge Coli, SP

2001

Jacob Klintowitz, SP

2000

José Roberto Teixeira Leite, SP

1999

Fábio Magalhães, SP

1998

Olívio Tavares de Araújo, SP

1997

Daisy Peccinini de Alvarado, SP

1996

Jayme Maurício, RJ

1995

Morgan da Motta, MG

1994

Gilberto Ferrez, RJ

1993

Ana Maria Belluzzo, SP

1992

[Não foi concedido]

1991

Lisbeth Rebollo Gonçalves, SP

1990

[Não foi concedido]

1989

José Roberto Teixeira Leite, SP

1988

Carmen Portinho, RJ

1987

[Não foi concedido]

1986

[Não foi concedido]

1985

Donato Mello Júnior, RJ

1984

Aracy Amaral, SP

1983

[Não foi concedido]

1982

Antônio Bento e Quirino Campofiorito, RJ (ex-aequo)

1981

Carlos Roberto Maciel Levy, RJ

1980

Aline Figueiredo, MS

1979

Olívio Tavares de Araújo, SP

1978

Clarival do Prado Valadares, RJ

Prêmio Mário Pedrosa

Instiuído em 1978. (Criação do prêmio como Troféu ABCA)

2002

Waltercio Caldas,RJ

2001

César Romero, BA

2000

Siron franco, GO

1999

Maria Bonomi, SP

1998

Sonia von Brusky e Maurício Nogueira Lima (in memoriam), SP

1997

Carlos Vergara, RJ

1996

Renina Katz, SP

1995

Fayga Ostrower, RJ

1994

Waltercio Caldas, RJ

1993

Quirino Campofiorito, RJ

1992

Tunga, RJ

1991

Lygia Pape, RJ

1990

[Não foi concedido]

1989

Ana Maria Maiolino, RJ

1988

Artur Barrio, RJ

1987

[Não foi concedido]

1986

[Não foi concedido]

1985

Hilda Campofiorito, RJ e Joaquim Tenreiro, RJ (ex-aequo)

1984

Lívio Abramo, SP (04/07/1985)

1983

Fayga Ostrower, RJ (05/04/1984)

1982

[Não foi concedido]

1981

Antônio Sérgio Benevento, RJ (mudança do nome do premio)

1980

Edith Behring, RJ

1979

Quirino Campofiorito, RJ

1978

Arcângelo Ianelli, SP

Prêmio Ciccillo Matarazzo

(personalidade do ano)

Instituído em 1991.

2002

Ítalo Campofiorito, RJ

2001

Marcos Mendonça, SP

2000

Milu Vilela, SP

1999

Paulo Geyer, RJ

1998

Emanoel Araújo, SP

1997

Pietro Maria Bardi, SP

1996

Joseph Safra, SP

1995

Carlos Eduardo Moreira Ferreira, SP

1994

Gilberto Chateaubriand, RJ

1993

Roberto Marinho, RJ

1992

Nise da Silveira, RJ

1991

José Simeão Leal, RJ

Prêmio Sérgio Milliet

Instituído em 1991.

2002

Ruth Sprung Tarasantchi, SP

2001

Aline Figueiredo, MT

2000

Vera D’Horta, SP

1999

Daisy Peccinini de Alvarado, SP

1998

Vera Lins, RJ

1997

Walter Zanini, SP

1996

Annateresa Fabris, SP

1995

Tadeu Chiarelli, SP

1994

Amândio M. dos Santos, RJ

1993

Lisbeth Rebollo Gonçalves, SP

1992

Donato Mello Júnior, RJ

1991

Ronaldo Brito, RJ

Prêmio Mário de Andrade

Instituído no ano 2000.

2014

Sheila Leirner, SP

2002

Geraldo Edson de Andrade, RJ e Radha Abramo, SP (ex-aequo)

2001

Ferreira Gullar, RJ

2000

Mário Barata, RJ

Prêmio Maria Eugênia Franco

Instituído no ano 2000.

2002

Paulo Klein, SP

2001

Frederico Morais, RJ e Paulo Herkenhoff, RJ (ex-aequo)

2000

Denisa Mattar, SP

Prêmio Rodrigo Mello Franco de Andrade

Instituído no ano 2000.

2002 SESC, SP

2001 Instituto Moreira Salles, SP

2000 Centro Cultural Banco do Brasil, RJ

Prêmio Clarival do Prado Valladares

Instituído no ano 2000.

2002

Arcângelo Ianelli, SP

2001

Amélia Toledo, SP

2000

Cícero Dias, PE e Luiz Sacilotto, SP (ex-aequo)

Menção Honrosa Especial

Instituído em 2000.

2002 

Ricardo Brennand, PE

Adir Botelho, RJ

Pierre Santos, MG

Casa de Cultura de Joinville, SC

Fundação Inimá de Paula, MG

CCBB, DF (Brasília)

2001 

Centro Cultural Banco do Brasil, SP

Espaço Cultural dos Correios, RJ

Museu de Arte de Santa Catarina

2000 

MAM, BA

Editora C/Arte, MG

Casa Andrade Muricy, PR

Instituto Takano, SP

Instituto Cultural Itaú, SP

Homenagem Especial

Instituída em 2001.

2009

Sheila Leirner, SP

2002 

Esther Emílio Carlos, RJ

Ruy Mesquita, SP

2001 

Eduardo Etzel, MG

Walter Zanini, SP